# Vicente Yáñez Pinzón
Vicente Yáñez Pinzón (Palos de la Frontera, 1462 — Triana, 1514) foi um navegador e explorador espanhol.
É considerado o descobridor do Brasil por diversos estudiosos e pelas enciclopédias Britânica e Barsa, por ter atingido o Cabo de Santo Agostinho no litoral de Pernambuco em 26 de janeiro de 1500, cerca de três meses antes da chegada de Pedro Álvares Cabral a Porto Seguro. Trata-se da mais antiga viagem comprovada ao território brasileiro. Por ter descoberto o Brasil, Pinzón foi condecorado pelo rei Fernando II de Aragão em 5 de setembro de 1501.
Entretanto, a navegação de navios castelhanos ao longo da costa brasileira não produziu consequências. A chegada de Pinzón pode ser vista como um simples incidente da expansão marítima espanhola. Por isso, considera-se que Pedro Álvares Cabral descobriu o Brasil.
O navegador foi também codescobridor da América em 1492 como capitão da caravela La Niña, uma das três embarcações da primeira expedição de Cristóvão Colombo — sendo que os dois outros navios foram comandados pelo seu irmão mais velho Martín Alonso Pinzón (caravela La Pinta) e por Juan de la Cosa (nau Santa Maria, capitânia do almirante Colombo).

## Juventude
Vicente Yáñez nasceu em 1462, na cidade portuária de Palos de la Frontera, na costa atlântica da Andaluzia. Era de longe o mais jovem dentre seus irmãos, e provavelmente recebeu o sobrenome "Pinzón" de um certo Yáñez de Rodrigo Yáñez, um alguacil (funcionário da administração municipal espanhola), que seria seu padrinho, como era costume na região. A tradição da cidade aponta o seu solar na calle de la Ribera. Desde muito pequeno aprendeu a arte de navegar com seu irmão mais velho, um dos mais destacados navegadores da época e participou desde a adolescência em combates e assaltos naqueles tempos conturbados. Casou-se duas vezes, a primeira com Teresa Rodríguez, que lhe deu duas filhas: Ana Rodríguez e Juana González. A segunda, ao voltar de sua última viagem, à península de Iucatã, em 1509, com Ana Núñez de Trujillo, com quem viveu em Triana, um bairro de Sevilha, até sua morte.
As primeiras notícias documentadas sobre Vicente Yáñez são várias denúncias sobre assaltos a embarcações catalãs e aragonesas, desde os 15 anos de idade, entre 1477 e 1479, durante a época da Guerra de Sucessão de Castela. A cidade de Palos participou ativamente nos conflitos, o que agravou a sua já frequente escassez de trigo. Apesar das ordens reais que permitiam o abastecimento da cidade com cereais, estas foram desobedecidas e seus vizinhos se queixavam por estarem passando fome. Assim, assumindo suas responsabilidades como líderes naturais da comarca, os irmãos Pinzón atacaram caravelas que transportavam principalmente trigo.

## Expedições

### Primeira Viagem de Colombo
Vicente Yáñez foi o primeiro a aceitar o convite de alistamento feito pelo seu irmão, quando o cônego português Fernão Martins decide apoiar o projeto de Colombo de chegar às Índias pelo Oeste. Juntos foram visitando, casa por casa, seus parentes, amigos e conhecidos, animando-os a juntarem-se aos mais destacados marinheiros da região. Rejeitaram as embarcações embargadas por Colombo e contrataram outras mais adequadas à expedição, tendo investido meio milhão de maravedis de recursos próprios.
Terminou capitão da caravela Niña, tripulada por 24 homens. A sua embarcação foi incumbida de socorrer a nau Santa Maria, que encalhou em 25 de dezembro de 1492, na costa da Ilha de São Domingos.

### Conflito em Nápoles
Em 1495 o encontramos preparando duas caravelas, Vicente Yáñez e Fraila, para participar na Armada que Alonso de Aguilar, irmão mais velho de Gonzalo Fernández de Córdova, o Gran Capitán, ia levar ao norte da África, mas antes vieram notícias das guerras de Nápoles, que havia sido invadida pelos franceses, e terminam por se dirigiram para lá. Retornam em 1498, tendo passado no caminho de volta pela costa de Argel e Túnis.

### Viagem ao Brasil, Venezuela e Caribe (1499-1500)

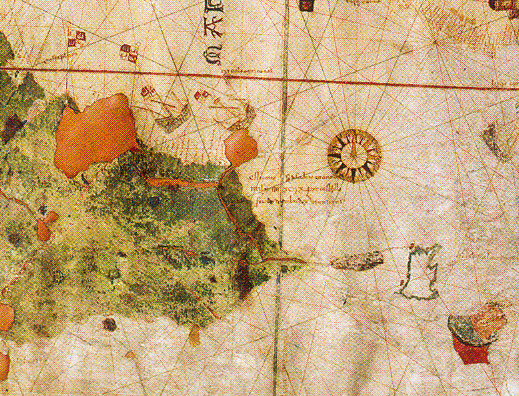
O Mapa de Juan de la Cosa, datado de 1500, menciona a viagem ao Cabo de Santo Agostinho no litoral de Pernambuco feita por Vicente Yáñez Pinzón. A leste do cabo aparece, desconectada do continente, a Ilha de Vera Cruz (Ysla descubierta por portugal).

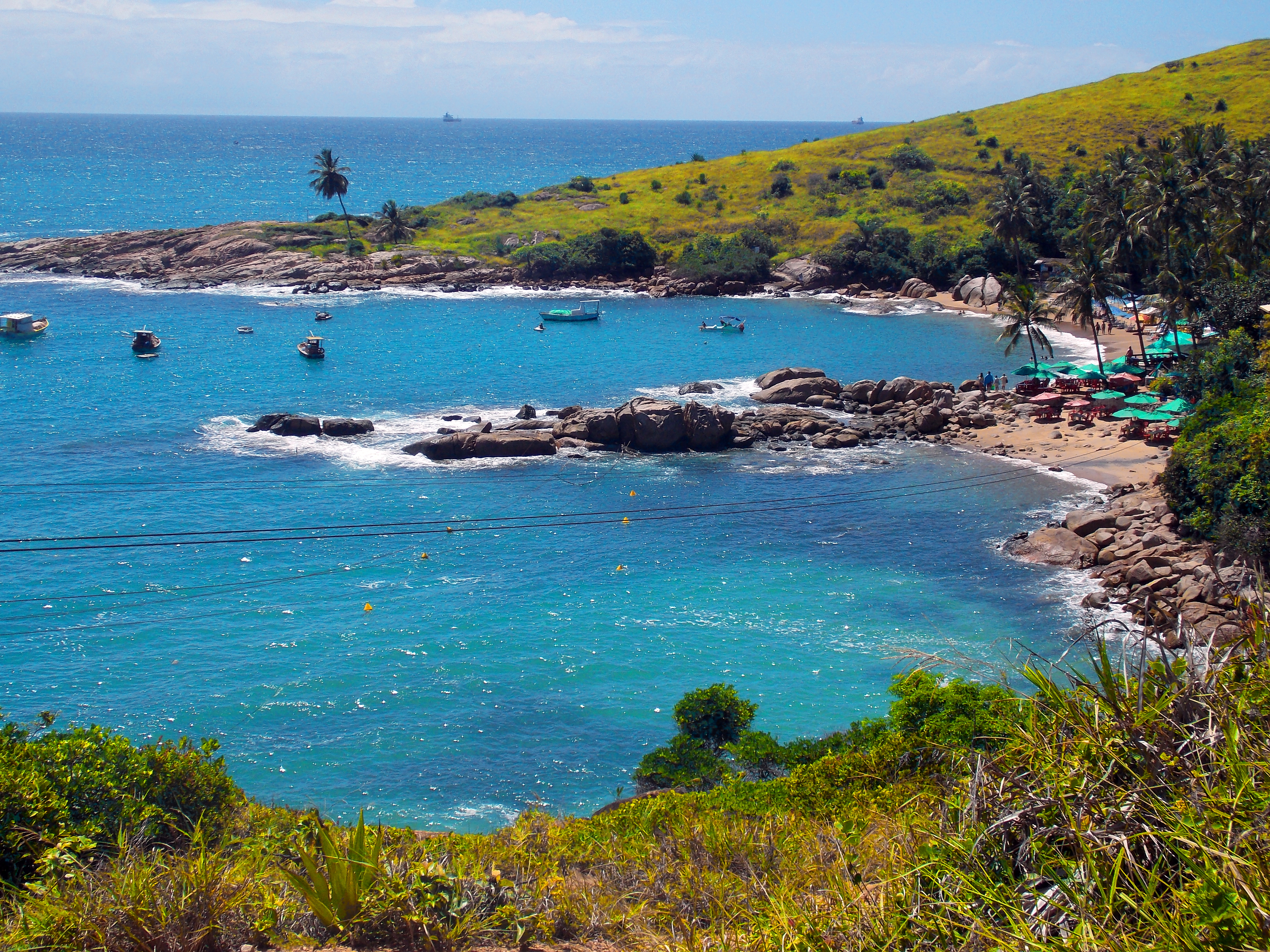
A Praia de Calhetas está situada na face norte do Cabo de Santo Agostinho, local da descoberta do Brasil pelo navegador espanhol Vicente Yáñez Pinzón em 26 de janeiro de 1500. O acidente geográfico faz parte do território da cidade pernambucana homônima, na Região Metropolitana do Recife.

Em 1498 a Coroa Espanhola decide permitir que particulares realizassem viagens de descobrimento. Depois de compactuarem em Sevilha com o bispo Fonseca em nome dos Reis Católicos, em 19 de novembro de 1499, Yáñez saiu do porto de Palos de la Frontera com quatro pequenas caravelas, por iniciativa própria e com seus próprios recursos - advindos como recompensa pela descoberta de 1492. Grande quantidade de parentes e amigos o acompanharam, entre eles, como escrivão, Garcí Fernández, o famoso médico de Palos que apoiou Colombo quando ninguém o apoiava. Estavam a bordo seus sobrinhos e capitães Arias Pérez e Diego Fernández Colmenero, filhos de Martín Alonso; seu tio Diego Martín Pinzón com seus primos Juan, Francisco y Bartolomeu; os prestigiosos pilotos Alonso Núñez, Juan Quintero Príncipe, Juan de Umbría e Juan de Jerez, estes últimos três veteranos das três primeiras viagens de Colombo (Bueno, 2006); assim como os marinheiros Cristóbal de Vega, García Alonso, Diego de Alfaro, Rodrigo Álvarez, Diego Prieto, Antón Fernández Colmenero, Juan Calvo, Juan de Palencia, Manuel Valdobinos, Pedro Ramírez e García Hernández.
O jornalista e escritor Eduardo Bueno conta como foi a travessia do Atlântico:
Antes do Natal de 1499, as quatro caravelas já aportavam em Santiago, uma das ilhas do arquipélago de Cabo Verde, na qual permaneceriam ancoradas por cerca de três semanas. No dia 13 de janeiro de 1500, Pinzón partiu então no rumo do sudoeste, em direção às novas terras que o próprio Colombo e Alonso de Hojeda tinham descoberto havia pouco mais de um ano, e que ficavam ao sul das ilhas do Caribe, achadas em 1492. Como seus dois antecessores, Pinzón esperava chegar às porções continentais da Ásia. Nos oito dias seguintes à partida de Santiago, tudo correu bem e os ventos alísios empurraram os navios de Pinzón no rumo desejado. Mas a 21 de janeiro, assim que a frota cruzou o equador e a estrela Polar - um símbolo universal de localização para os navegantes - "afogou-se" no horizonte norte, "nasceu uma terrível tempestade de ondas e turbilhões de ventos". Por uma semana, vagalhões enormes e os ventos uivantes que os acompanhavam quase fizeram naufragar as caravelas. Elas só conseguiram "seguir seu caminho com grande perigo.

Ironicamente, o mau tempo acabaria permitindo a Pinzón realizar umas das mais rápidas travessias entre o Cabo Verde e o Brasil. Suas caravelas gastaram apenas 13 dias para cobrir uma distância de 1 400 milhas náuticas (ou cerca de 2 390 km) - trajeto que custaria cerca de um mês de viagem a quase todas as expedições subsequentes, entre as quais a comandada pelo português Pedro Álvares Cabral. E então, na manhã de 26 de janeiro de 1500, vencidos todos os perigos do mar, Pinzón e seus homens desembarcaram em um cabo. Eles o chamaram de "Santa María de la Consolación"— Bueno, 2006: pp. 13-14. As aspas são trechos da narrativa de Pietro Martir de Anghiera, conforme aparecem citadas por Duarte Leite, no artigo "Os Falsos Precursores de Cabral", incluído na coletânea História da Colonização Portuguesa do Brasil, consultada por Bueno.
Pinzón avistou o Cabo de Santo Agostinho e ancorou suas naus num porto abrigado e de fácil acesso a pequenas embarcações, com 16 pés de fundo, segundo as indicações da sonda. O referido porto era a enseada de Suape, localizada na encosta sul do promontório, que a expedição espanhola denominou Cabo de Santa María de la Consolación. A Espanha não reivindicou a descoberta, minuciosamente registrada por Pinzón e documentada por importantes cronistas da época como Pietro Martire d'Anghiera e Bartolomeu de las Casas, devido ao Tratado de Tordesilhas, assinado com Portugal.
O mapa de Juan de la Cosa, carta do século XV, mostra a costa sul-americana enfeitada com bandeiras castelhanas do Cabo da Vela (na atual Colômbia) até o extremo oriental do continente. Ali figura um texto que diz "Este cavo se descubrio en año de mily IIII X C IX por Castilla syendo descubridor vicentians" ("Este cabo foi descoberto em 1499 por Castela sendo o descobridor Vicente Yáñez") e que muito provavelmente se refere à chegada de Pinzón em finais de janeiro de 1500 ao Cabo de Santo Agostinho.
Durante a noite após o desembarque, perceberam grandes fogueiras queimando à distância, na linha da costa à noroeste. Na manhã seguinte zarparam naquela direção até chegarem a um belo rio, batizado por Pinzón de "rio Formoso". Na praia, às margens do rio, registrou-se um violento combate com os índios locais, pertencentes à tribo dos potiguaras.
Infletindo para o Norte, Pinzón atingiu, em fevereiro, a foz do Rio Amazonas, a qual denominou de Mar Dulce, de onde prosseguiu para as Guianas e, daí, para o Mar do Caribe. Na costa do Brasil, Pinzón teria capturado 36 indígenas.

#### Sobre as fontes
Relatos desta viagem aparecem em várias crônicas do século XVI. O principal relato é o que aparece em De Orbe Novo Decades Octo (As Oito Décadas do Novo Mundo), obra escrita em 1501 pelo milanês Pietro Martire d'Anghiera, o mais próximo dos fatos, e baseado em relatos de testemunhas oculares, entre eles o próprio Vicente Yáñez. Outro "entrevistado" foi seu primo Diego de Lepe, capitão que realizou uma viagem "gêmea" à de Pinzón, saindo de Palos um mês e meio depois seguindo Pinzón e chegando antes dele ao rio Amazonas. Outro relato importante é o de Gonzalo Fernández de Oviedo na sua Historia General y Natural de las Indias, pois "conheceu e esteve com" Pinzón, que lhe proporcionou muitos dos fatos narrados na sua obra. Já as crônicas de Bartolomeu de las Casas e Antonio de Herrera y Tordesillas se baseiam em parte no depoimento de Anghiera.

### Consequências da viagem de 1499-1500
Apesar de Cristóvão Colombo já ter sido nomeado virrey (vice-rei) das Índias, os Reis Católicos tinham pressa para encontrar uma passagem para as regiões produtoras de especiarias no Oriente - tanto que haviam autorizado expedições exploratórias particulares para o Novo Mundo, como a de Pinzón. Para isso, logo depois da descoberta das novas terras por Ojeda, Pinzón e Lepe, em 1501 criaram duas gobernaciones na costa norte da América do Sul, sem o consentimento ou conhecimento de Colombo: a Gobernación de Coquibacoa, na costa da Venezuela, concedida a Alonso de Ojeda, e outra, Gobernación de Vicente Yáñez Pinzón, na costa norte do Brasil, para Pinzón.
A viagem de Pinzón, apesar da sua enorme importância para o conhecimento geográfico do Novo Mundo, havia sido um desastre financeiro, a ponto de uma biografia se referir a um "muy serio quebranto experimentado en 1500". Apesar disso, os Reis estavam interessados na posse daquela imensa costa, e assim o estimularam a voltar a ela. O acordo em que a concessão das terras foi feita, é de 5 de setembro de 1501 e, dentre outras coisas, os Reis o nomeavam Capitão e Governador de região entre o tal cabo de Santa María de la Consolación e a foz do Amazonas, e lhe concediam a sexta parte de todos os produtos que se obtivessem naquela terra, sempre que voltasse a ela, desde que o fizesse dentro de um ano, a partir daquela data. Adicionalmente, para o recompensar pelas descobertas e o encorajar, na sexta-feira dia 8 de outubro de 1501, Pinzón foi nomeado cavaleiro pelo rei Fernando, o Católico, na torre de Comares de Alhambra, o Palácio Real de Granada. Abaixo estão trechos do original:
Primeramente, que por quanto vos el dicho Bicente Yáñes Pincón, vecino de la villa de Palos, por nuestro mandado e con nuestra licencia e facultad fuistes a vuestra costa e mynsión con algunas personas e parientes e amigos vuestros, a descubrir en el mar océano a las partes de las Yndias con quatro navios, adonde con el ayuda de Dios Nuestro Señor e con vuestra yndustria e trabajo e diligençia descobristes ciertas yslas e tierra firme, a las que posistes los nonbres siguientes: Santa María de la Consolación e Rostro Hermoso; e dende allí seguistes la costa que se corre al Norueste fasta el Río Grande que llamastes Santa María de la Mar Dulce; e por el mismo Norueste toda la tierra de luengo fasta el cabo de San Biçente, que es la misma tierra, donde por las descobrir e allar posistes vuestras personas a mucho riesgo e peligro por nuestro servicio. e sufristes muchos trabajos e se vos recreció nuchas pérdidas e costas. E acatando el dicho seruicio que Nos fezistes e esperamos que nos hareys de aquí adelante, tenemos por bien e queremos que, en quanto nuestra merced e voluntad fuere, ayades e gozedes de las cosas que adelante en esta capitulación serán declaradas e contenidas.
Conviene a saber: en remuneración de los seruicios e gastos e los daños que se vos recrecieron en el dicho viaje, vos el dicho Bicente Yáñes, quanto nuestra merced e voluntad fuere, seades nuestro Capitán e Governador de las dichas tierras de suso nonbradas, desde la dicha punta de Santa María de la Consolación seguyendo la costa fasta Rostro Fermoso, e de allí toda la costa que se corre al Norueste hasta el dicho río que vos possistes nonbre Santa María de la Mar Dulce, con las yslas questán a la boca del dicho río, que se nonbra Mariatanbalo; el qual dicho oficio e cargo de Capitán e Governador podades vsar e exercer e vsedes e exercedes por vos o por quien vuestro poder oviere, con todas las cosas anexas e concernientes al dicho cargo, segund que lo vsan e lo pueden e deven usar los otros nuestros capitanes e governadores de las semejantes yslas e tierra nuevamente descubiertas.
No entanto, Pinzón não pode ou não quis realizar nenhuma outra viagem para aquelas terras. Geralmente se acredita que não a tenha feito impedido pela falta de recursos. No entanto, como seguramente Pinzón tinha acesso a crédito, ainda que a altos juros, possivelmente o fato de aquelas terras estarem seguramente dentro das possessões portuguesas de acordo com o Tratado de Tordesilhas, tenha também inibido o empreendimento. Portanto, a concessão foi anulada:
Yten, que si vos el dicho Bicente Yáñes Pincón quisierdes yr dentro de vn año, que se cuente del dia de la fecha desta capitulaçión e asiento, con algund navío o navíos a las dichas yslas e tierras e nos a rescatar e traer qualquier cosa de ynterese e prouecho, que por el mismo viaje que fuerdes, sacando primeramente para vos las costas que ovierdes fecho en los fletes e armasón del dicho primero viaje, que del ynterese que remaneciere ayamos e llevemos Nos la quinta parte e vos el dicho Bicente Yáñes las quatro quintas partes, con tanto que no podays traer esclavos ni esclavas algunas ni vayáys a las yslas ni tierra firme que hasta oy son descubiertas o se han de descobrir por nuestro mandado e con nuestra licencia, ni a las yslas e tierra firme del Serenísimo Rey de Portogal y Príncipe, nuestro muy caro e muy amado fijo, nin podades dellas traer ynterese ni provecho alguno, síno mantenimiento para la gente que llevardes, por vuestros dineros; e pasando el dicho año no podades gosar ni gozedes de lo contenido en este dicho capítulo.

### Teorias acerca do descobrimento do Brasil por Pinzón
O local avistado por Vicente Yáñez Pinzón é contestado por algumas teorias. O primeiro historiador brasileiro a questionar o desembarque do navegador espanhol no Cabo de Santo Agostinho foi o Visconde de Porto Seguro, Francisco Adolfo de Varnhagen, em meados do século XIX. Embora Varnhagen reconhecesse que Pinzón esteve no Brasil antes de Cabral, no seu pensamento o Cabo de Santa María de la Consolación seria a Ponta do Mucuripe, na cidade de Fortaleza. A tese foi aceita por nomes como Capistrano de Abreu, mas contestada por muitos historiadores.
Para os portugueses, como Duarte Leite, os espanhóis teriam desembarcado ao norte do Cabo Orange, na atual Guiana Francesa. Mas para seus rivais castelhanos — que sustentaram a versão tradicional se baseando no depoimento do próprio Pinzón —, o desembarque se deu no Cabo de Santo Agostinho, 86 dias antes da chegada de Pedro Álvares Cabral a Porto Seguro. Uma polêmica judicial se seguiu à viagem de Pinzón, chamada Probanzas del Fiscal — um pleito movido por Diogo Colombo, filho de Cristóvão Colombo, contra a Coroa de Castela para assegurar os direitos do pai. Todos os navegadores que participaram da primeira viagem de Colombo foram ouvidos em audiências que se realizaram entre 1512 e 1515 na Ilha de São Domingos e em Sevilha. No seu depoimento, Pinzón afirmou ter aportado no Cabo de Santo Agostinho.

### A tese de Juan Manzano y Manzano
O historiador espanhol Juan Manzano y Manzano tentou demonstrar que Pinzón de fato retornara em 1504 àquelas terras por ele antes descobertas, em um grande esforço para aclarar a confusa narrativa de Anghieri (em espanhol, Anglería) sobre a última viagem de Vicente Yáñez descrita em seu livro (escrito em 1501). Esse relato mescla as andanças de Pinzón e Juan Díaz de Solís pelo golfo do México com uma volta às terras encontradas em 1500, em um périplo aparentemente absurdo e sem sentido. Como os pontos dessa suposta segunda viagem à costa norte brasileira são os mesmos da primeira viagem e por não haver documentos que a comprovem (por exemplo o depoimento de Pinzón 1513 para as Probazas del Fiscal), ela obteve pouco crédito. Apesar da fragilidade da teoria de Juan Manzano, como o relato de Anghieri é a melhor fonte que se dispõe, as andanças de Pinzón entre 1502 e 1504 continuam mal esclarecidas.

## Viagem à América Central
Pinzón esteve comprovadamente no Novo Mundo depois da viagem em que descobrira o Brasil, provavelmente para cumprir com suas obrigações como Capitão General e Governador de Porto Rico, a ilha descoberta por seu irmão Martín Alonso Pinzón durante a primeira viagem de 1492. No entanto, desde a primavera de 1505 ele se encontra novamente na Espanha, na Junta de Navegantes de Toro, em que, por um acordo feito em 24 de abril, foi nomeado capitão e corregedor da ilha de San Juan(Porto Rico). Também participou como consultor convocado pela Coroa na Junta de Navegantes de Burgos de 1508, para retomar a busca de uma passagem para as ilhas das especiarias.
A sua última viagem foi feita nesse mesmo ano de 1508 juntamente com Solís, na qual visitaram Darién, Veragua e Paria, atualmente parte da Venezuela, Colombia, Panamá, Costa Rica, Nicaragua, Honduras e Guatemala. Ao não encontrarem a passagem, circundam a península de Yucatán e adentram o golfo do México, até os 23,5º de latitude Norte, protagonizando um dos primeiros contatos com a civilização azteca.
Foi ao regresso dessa última viagem que Vicente Yáñez se casa pela segunda vez e se estabelece em Triana, (Sevilha), testificando com sua tradicional moderação em 1513 nos Pleitos colombinos (contra Cristóvão Colombo). Em 1514 é ordenado acompanhar Pedrarias Dávila para Darién, mas Pinzón se encontrava doente e pede que seja liberado escusado. Era 14 de março de 1514 e este é o último documento que o menciona. De acordo com seu amigo, o cronista Gonzalo Fernández de Oviedo, Vicente Yáñez Pinzón morreu nesse mesmo ano, provavelmente no final de setembro, com a mesma discrição com que viveu, sem que se saiba o local exato em que foi enterrado, provavelmente no cemitério de Triana.

## Legado
O seu nome batizou primitivamente o Rio Oiapoque (durante séculos denominado como Rio de Vicente Pinzón), cujo curso demarca o limite setentrional do litoral brasileiro. Entre 1895 e 1900, pairando a dúvida sobre qual seria exatamente esse Rio de Vicente Pinzón (se o Oiapoque ou o rio Araguari), registrou-se a Questão do Contestado Franco-Brasileiro (Questão do Amapá), arbitrada pelo Conselho Federal Suíço em favor do Brasil.